# إد ماكدونو
إد ماكدونو (بالإنجليزية: Ed McDonough)‏ هو لاعب كرة قاعدة أمريكي، ولد في 11 أكتوبر 1886 في إلجين في الولايات المتحدة، وتوفي بنفس المكان في 2 سبتمبر 1926.